# Camille Poiré
Camille Arthur Eusèbe Poiré (* 1. September 1902 in Saint-Valery; † 25. Juli 1946 in Paris) war ein französischer Autorennfahrer.

## Karriere
Camille Poiré startete in seiner Karriere einmal beim 24-Stunden-Rennen von Le Mans. 1934 war er Teamkollege von Gaston Robail und erreichte mit seinem Partner auf einem Amilcar C6 den 22. Gesamtrang. Seine beste Platzierung bei einem Autorennen abseits von Le Mans war der neunte Rang beim Bol d’Or 1934.

## Statistik

### Le-Mans-Ergebnisse
| Jahr | Team             | Fahrzeug   | Teamkollege   | Platzierung | Ausfallgrund |
| ---- | ---------------- | ---------- | ------------- | ----------- | ------------ |
| 1934 | Ecurie de l’Ours | Amilcar C6 | Gaston Robail | Rang 22     |              |